# Peter Gavrilovič Lihačov
Peter Gavrilovič Lihačov (rusko Пётр Гаврилович Лихачëв), ruski general, * 1758, † 1813.
Bil je eden izmed pomembnejših generalov, ki so se borili med Napoleonovo invazijo na Rusijo; posledično je bil njegov portret dodan v Vojaško galerijo Zimskega dvorca.

## Življenje
Leta 1772 je vstopil v 2. fusilirski polk, s katerim se je leta 1783 udeležil bojev na Krimu. Naslednje leto je bil povišan v podporočnika; v letih 1789-90 se je udeležil vojne proti Švedom.
Za zasluge med vojno je bil povišan v stotnika, nato pa je bil 22. maja 1797 povišan še v podpolkovnika in hkrati imenovan za poveljnika 17. lovskega polka. 14. novembra 1797 je postal polkovnik in 31. oktobra 1798 generalmajor. 8. marca 1800 se je njegov polk preštevilčil v 16. lovski polk; poveljeval mu je vse do 13. januarja 1808.
Med letoma 1793 in 1808 se je bojeval na Kavkazu; v tem času je pričel z revolucionarnimi spremembami v izobraževanju vojakov (gorsko bojevanje, uporaba bajoneta, natančno streljanje,...). 13. januarja 1808 se je upokojil.
12. aprila 1809 je bil ponovno sprejet v vojaško službo kot poveljnik Tomskega mušketirskega polka; slednji je bil 22. februarja 1811 preoblikovan v pehotni polk, kateremu je poveljeval vse do smrti. Istega leta je postal poveljnik še 24. pehotne divizije, s katero se je udeležil patriotske vojne. Kot edini ruski general je bil ujet med bitko za Borodino. Decembra 1812 so ga ruski vojaki osvobodili v Königsbergu.